# Zig-Zag Territoires
Zig-Zag Territoires is een van oorsprong Frans platenlabel, opgericht in 1997 door Sylvie Brely en Franck Jaffrès. Het is gespecialiseerd in klassieke muziek en, in mindere mate, jazz. In 2011 werd het label overgenomen door Outhere Music, een Belgische maatschappij onder leiding van Charles Adriaenssen. Het label Zig-Zag Territoires werd opgenomen in Alpha Classics.

## Repertoire
Zig-Zag Territoires richtte zich van bij het begin op minder bekend repertoire, uitgevoerd door jonge, op dat moment nog vrij onbekende artiesten zoals klaveciniste Blandine Rannou, die de integrale klavecimbelmuziek van Jean-Philippe Rameau opnam, en violisten David Plantier en Amandine Beyer. Ondertussen zijn er ook internationaal bekende artiesten op het label bijgekomen, zoals Chiara Banchini met het Ensemble 415 en Jos Van Immerseel met Anima Eterna Brugge, die het bekendere repertoire brengen. Van Immerseel bracht op "ZZT" onder meer opnamen uit van de complete symfonieën van Ludwig van Beethoven en van de Symphonie fantastique van Hector Berlioz.
Kenmerkend voor het label is dat vrijwel alle cd-hoezen een origineel schilderij voorstellen van de "huisschilder" Anne Peultier.